# Vietnam Journal
Vietnam Journal fue una serie estadounidense de historietas bélicas escrita y dibujada por Don Lomax y publicada por Apple Comics desde noviembre de 1987 hasta abril de 1991.

## Trama
La historia sigue a Scott Neithammer, apodado «Journal» por los soldados estadounidenses, un reportero independiente en la guerra de Vietnam obsesionado con informar desde el punto de vista del GI cualesquiera que sean las consecuencias.

## Antecedentes
Lomax fue reclutado en 1965 y sirvió en Vietnam con la 98.ª Compañía de Equipamiento Ligero. Durante su período de servicio, tomó notas y bocetos que luego se incorporaron al Vietnam Journal.

## Reimpresiones
La historieta fue posteriormente revivida como una tira mensual de página completa desde 2002 a 2006 por la revista Gallery.
La serie de Vietnam Journal fue reeditadas por iBooks en 2004 y fue nominadaa un premio Harvey en 2004 al Mejor Proyecto de Reimpresión Nacional.
La serie completa de Vietnam Journal se volvió a publicar en forma de novela gráfica por la editorial Transfuzion en 2011 (y republicadas luego por Caliber Comics en 2017–2019).

## Ediciones recopilatorias
- Vietnam Journal - Book One: Indian Country. Caliber Comics, 2019. Recopila los números 1-4 ISBN 978-15452-7031-8
- Vietnam Journal - Book Two: The Iron Triangle. Caliber Comics, 2010. Recopila los números 5-8. ISBN 978-09416-1332-3
- Vietnam Journal - Book Three: From the Delta to Dak To. Caliber Comics, 2010. Recopila los números 9-12. ISBN 978-19423-5188-7
- Vietnam Journal - Book Four: M.I.A. Caliber Comics, 2010. Recopila los números 13-15. ISBN 978-09416-1376-7